# Renardite
La renardite è un minerale, chimicamente un fosfato idrato di piombo e uranile.

Inizialmente rinvenuta a Shinkolobwe (ex Katanga) e descritta da Alfred Schoep, prende il nome in onore di A. F. Renard.

## Abito cristallino
Si rinviene in individui cristallini allungati e appiattiti, fino a 2 mm di lunghezza; in croste microcristalline, in aggregati a stella, in noduli fibroso-raggiati e in masse lamellari.

## Località di ritrovamento
A Shinkolobwe (ex Katanga) si rinviene associata a torbernite, kasolite e dumontite; a Grabo (Costa d'Avorio si forma come alterazione dell'uraninite.

È relativamente diffusa in Francia: a La Faye (Saona e Loira), associata a parsonsite, kasolite, torbernite, autunite; a Aux-Brosses si rinvengono numerosi termini di passaggio fra la renardite e la fosfouranilite; a Bigay (Puy-de-Dôme) e Kersegalec (Morbihan) con torbernite e pseudomorfosi di autunite.